# Siegfried Schubert
Siegfried „Silla“ Schubert (* 4. Oktober 1939 in Hindenburg, Deutsches Reich) ist ein ehemaliger deutscher Eishockeyspieler und -trainer. Er ist Mitglied der Hockey Hall of Fame Deutschland.

## Spielerkarriere
Siegfried Schubert war von 1956 bis 1966 als Eishockeyspieler für den EV Füssen in der Bundesliga aktiv. Mit diesem wurde er als Spieler insgesamt sieben Mal Deutscher Meister und gewann mit ihm 1964 den Spengler Cup. In seiner letzten Spielzeit, der Saison 1965/66, war er mit 26 Toren bester Bundesliga-Torschütze als Mannschaftsführer des EV Füssen.
Nach zwei schweren Verletzungen beendete er mit 27 Jahren seine Karriere. Aufgrund seiner Verdienste um das deutsche Eishockey wurde er 2008 in die Hall of Fame Deutschland aufgenommen.

### International
Für die deutsche Eishockeynationalmannschaft bestritt Schubert insgesamt 75 Länderspiele, dazu drei für die B-Nationalmannschaft. Er nahm unter anderem an den Olympischen Winterspielen 1960 in Squaw Valley und 1964 in Innsbruck teil, wobei die deutsche Mannschaft den sechsten respektive siebten Platz belegte. In Innsbruck wurde Schubert mit drei Toren bester Torschütze der deutschen Nationalmannschaft. Im Entscheidungsspiel um die Teilnahme an der Weltmeisterschaft gegen die Schweiz am 2. Januar 1965 vor 10.000 Zuschauern in Genf wurde Schubert vom Deutschen Eishockey-Bund mit 25 Jahren als jüngster Mannschaftsführer eingesetzt. Als Mittelstürmer in der damals wohl besten deutschen Stürmerreihe mit Ernst Köpf und Manfred Gmeiner gewann die Auswahl das Qualifikationsspiel mit 7:6. Des Weiteren stand Schubert im Aufgebot Deutschlands bei vier A- sowie einer B-Weltmeisterschaft.

## Trainerkarriere
Nach seinem Karriereende war Schubert als Trainer tätig. Mit der Spielgemeinschaft Oberstdorf/Sonthofen stieg er 1967 in die Eishockey-Bundesliga auf. Nach zweijähriger Ausbildung, auch auf der Deutschen Sporthochschule und Deutschen Trainerakademie in Köln, bestand Schubert den 1. Deutschen A-Trainerlehrgang 1980 als Lehrgangsbester. Außerdem absolvierte er bei der Bundeswehr den Sportleiterlehrgang. Nach Ende seiner Spielerkarriere war Schubert, stets nebenberuflich, rund 20 Jahre als Eishockeytrainer tätig. Jahrelang als Verbandstrainer des Bayerischen Eissportverbandes und Trainer/Technischer Nachwuchsleiter beim EV Füssen, wo er zwei Deutsche Junioren- und eine Deutsche Jugendmeisterschaft für den EV Füssen erringen konnte. Auf Empfehlung seines Vorgängers Vladimír Bouzek übernahm er 1970 als jüngster deutscher Bundesligatrainer mit 30 Lebensjahren die erste Mannschaft des EV Füssen und führte sie gleich in seinem ersten Jahre zur deutschen Meisterschaft 1971 und Vizemeisterschaft 1972. Für Schubert war es der achte Deutsche Titel in seiner Laufbahn. Nach seinem Studium zum Diplom-Verwaltungswirt (FH) in der Bundeswehrverwaltung kehrte er in das Trainergeschäft zurück. Er trainierte den EV Füssen weitere vier Jahre in der ersten Bundesliga. Zwischenzeitlich trainierte er in der zweiten Bundesliga den EV Pfronten und den EV Landsberg, wo er vom Landkreis Landsberg mit der silbernen Ehrennadel des Landkreises ausgezeichnet wurde.
Für den DEB betreute er die B-Nationalmannschaft, die Olympiaauswahl und die deutsche Juniorenauswahl, mit der er 1972 in Luleå den fünften Platz und 1973 in Leningrad den sechsten Platz erreichte.
Mit dem EV Füssen wurde er in der Saison 1963/64 mit dem Silbernen Lorbeerblatt durch den Bundespräsidenten ausgezeichnet.

## Erfolge und Auszeichnungen
| - 1957 Deutscher Meister mit dem EV Füssen - 1958 Deutscher Meister mit dem EV Füssen - 1959 Deutscher Meister mit dem EV Füssen - 1960 Deutscher Vizemeister mit dem EV Füssen - 1961 Deutscher Meister mit dem EV Füssen - 1962 Deutscher Vizemeister mit dem EV Füssen | - 1963 Deutscher Meister mit dem EV Füssen - 1964 Deutscher Meister mit dem EV Füssen - 1964 Spengler-Cup-Gewinn mit dem EV Füssen - 1965 Deutscher Meister mit dem EV Füssen - 1966 Deutscher Vizemeister mit dem EV Füssen - 1966 Bester Torschütze der Bundesliga |

### Als Trainer
- 3 Deutsche Nachwuchsmeisterschaften mit den Junioren/Jugend des EV Füssen
- 1967 Aufstieg mit der Spielgemeinschaft EC Oberstdorf/ERC Sonthofen in die erste Bundesliga
- 1971 Deutscher Meister mit dem EV Füssen
- 1972 Deutscher Vizemeister mit dem EV Füssen

## Werke
Im Jahr 2007 veröffentlichte er im Eigenverlag als Autor und Herausgeber das Buch „EV Füssen – 16-facher Deutscher Eishockeymeister“ eine Chronik von 1922 bis 1983. Alle Einnahmen, die über die Produktionskosten hinausgingen, spendete er vor allem für den Füssener Eishockeysport. Daneben veröffentlichte Schubert im Jahr 2009 eine Analyse zum Stand des Deutschen Eishockeysports im nationalen und internationalen Bereich.